# 335th Fighter Squadron
Le 335th Fighter Squadron (335 FS) est une unité de l'United States Air Force (USAF). Elle est affectée au 4th Operations Group et est stationné à la Seymour Johnson Air Force Base en Caroline du Nord.

## Historique

### Seconde Guerre mondiale
L'unité a été constituée le 22 août 1942 comme une incorporation du No. 121 Squadron de la Royal Air Force (RAF), lui-même formé le 14 mai 1941 en tant que la deuxième des trois Eagle Squadrons de la Royal Air Force. Ces escadrons étaient composés de volontaires américains recrutés par la RAF en raison de leur manque de pilotes au cours de la bataille d'Angleterre en 1940 alors que les bénévoles n'étaient pas admissibles à se joindre à l'armée de l'air américaine. À ce titre, l'escadron utilisait le Supermarine Spitfire et le Hawker Hurricane.

### XXIesiècle
Six F-15E de l'escadron sont déployés sur la base aérienne d'Azraq en Jordanie en 2023 et 2024 et participent à l'interception de 70 drones iraniens par les chasseurs de l’USAF lors de l'attaque d'Israël par l'Iran dans la nuit 13 au 14 avril 2024.

## Marquages
Son emblème actuel est la tête d'un chef nord-Amérindiens, qui reprend l'emblème original du No. 121 Squadron.

## Appareils de l'unité
| - Supermarine Spitfire, 1942–1943 - P-47 Thunderbolt, 1943–1944 ; 1947 - P-51 Mustang, 1944–1945 - P-80 Shooting Star, 1947–1949 - F-51 Mustang, 1948–1949 | - F-86 Sabre, 1949–1958 - F-100 Super Sabre, 1958–1960 - F-105 Thunderchief, 1959–1966 - F-4 Phantom II, 1969–1989 - F-15E Strike Eagle, 1990–présent |